# Az ENSZ éghajlatváltozási keretegyezménye

Az ENSZ éghajlat-változási keretegyezménye (United Nations Framework Convention on Climate Change, UNFCCC, rövidebben FCCC) Rio de Janeiróban lett aláírásokkal hitelesítve 1992. június 13-án. Végleges formája New Yorkban készült 1992. május 9-én. A Magyar Köztársaság megerősítő okiratát 1994. február 24-én helyezték letétbe az ENSZ Főtitkáránál. 2006-ban már 188 ország vett részt a keretegyezményben.

## Tartalma
Az aláírók elismerték, hogy az üvegházhatású gázok a Föld ökoszisztémáját megbontják. Politikai határozattal elfogadták a szakmailag rendkívül vitatott hokiütő-elméletetet és ugyancsak politikai döntéssel deklarálták, hogy az éghajlat változása káros. Célkitűzésükben meghatározzák ezen gázok légköri koncentrációinak stabilizálását, hogy minimálisra csökkentsék a további veszélyhelyzetek kialakulását. Kötelezettséget vállaltak a felek a közvélemény tájékoztatására, a kutatásra és a rendszeres megfigyelésre. Megalakították a Felek Konferenciáját (Conference of the Parties, COP), amelyen a globális felmelegedés problémáit kívánják megoldani.

## A következő országok írták alá az egyezményt 1992-ben

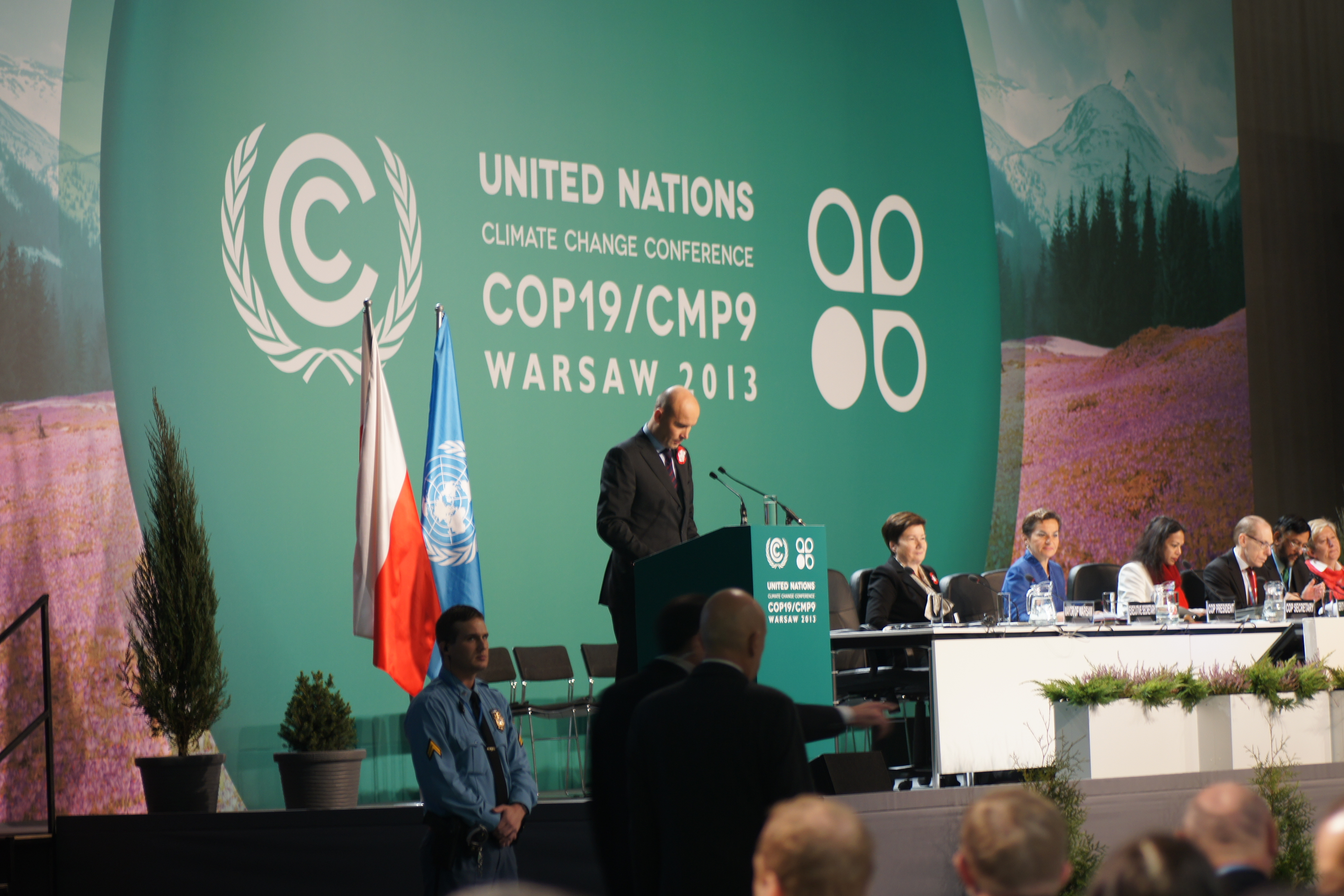
2013-as, 19. ENSZ konferencia (UNFCCC COP 19), Varsó, Lengyelország

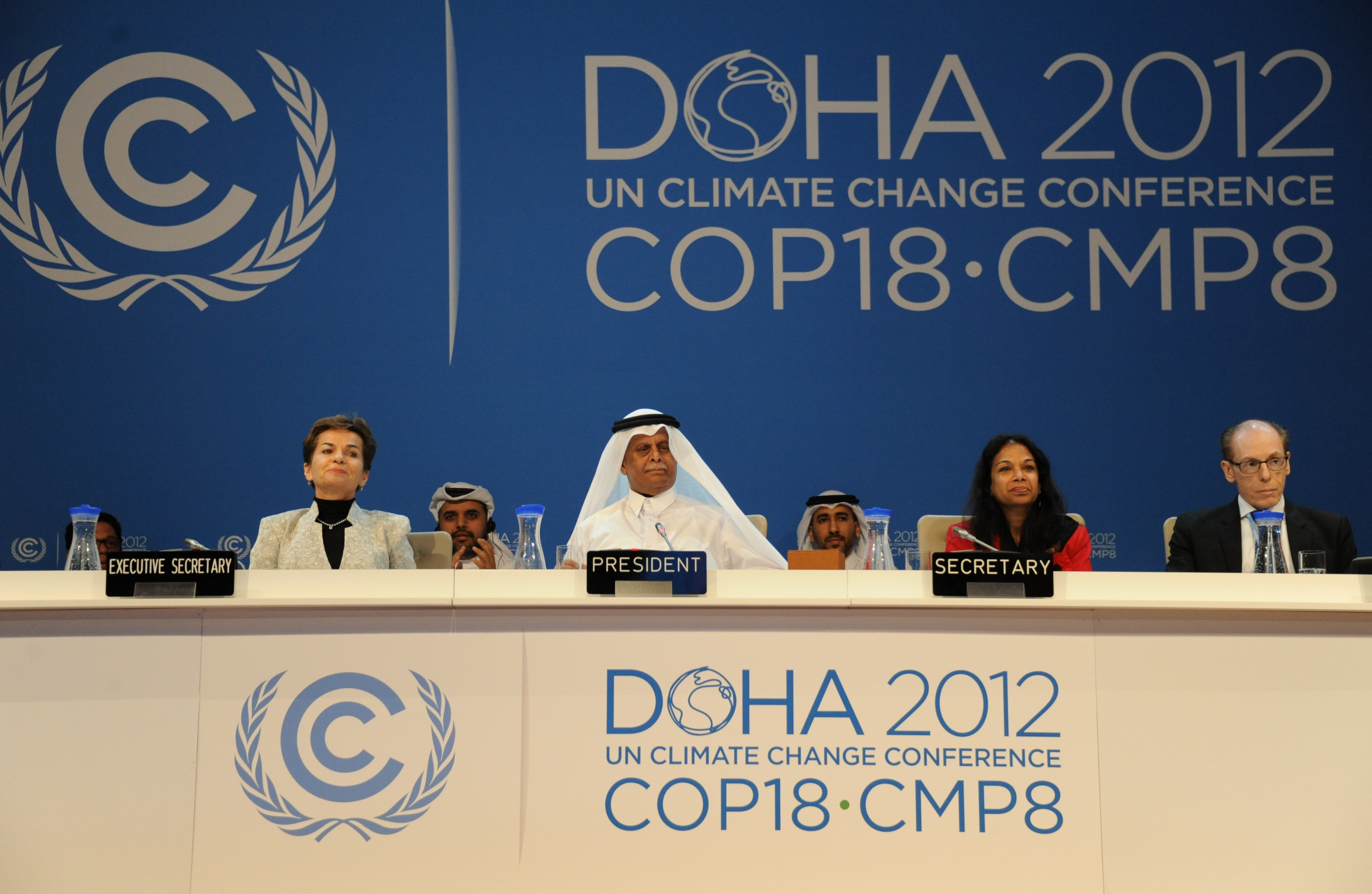
2012-es, 18. ENSZ konferencia (UNFCCC COP 18), Doha, Katar

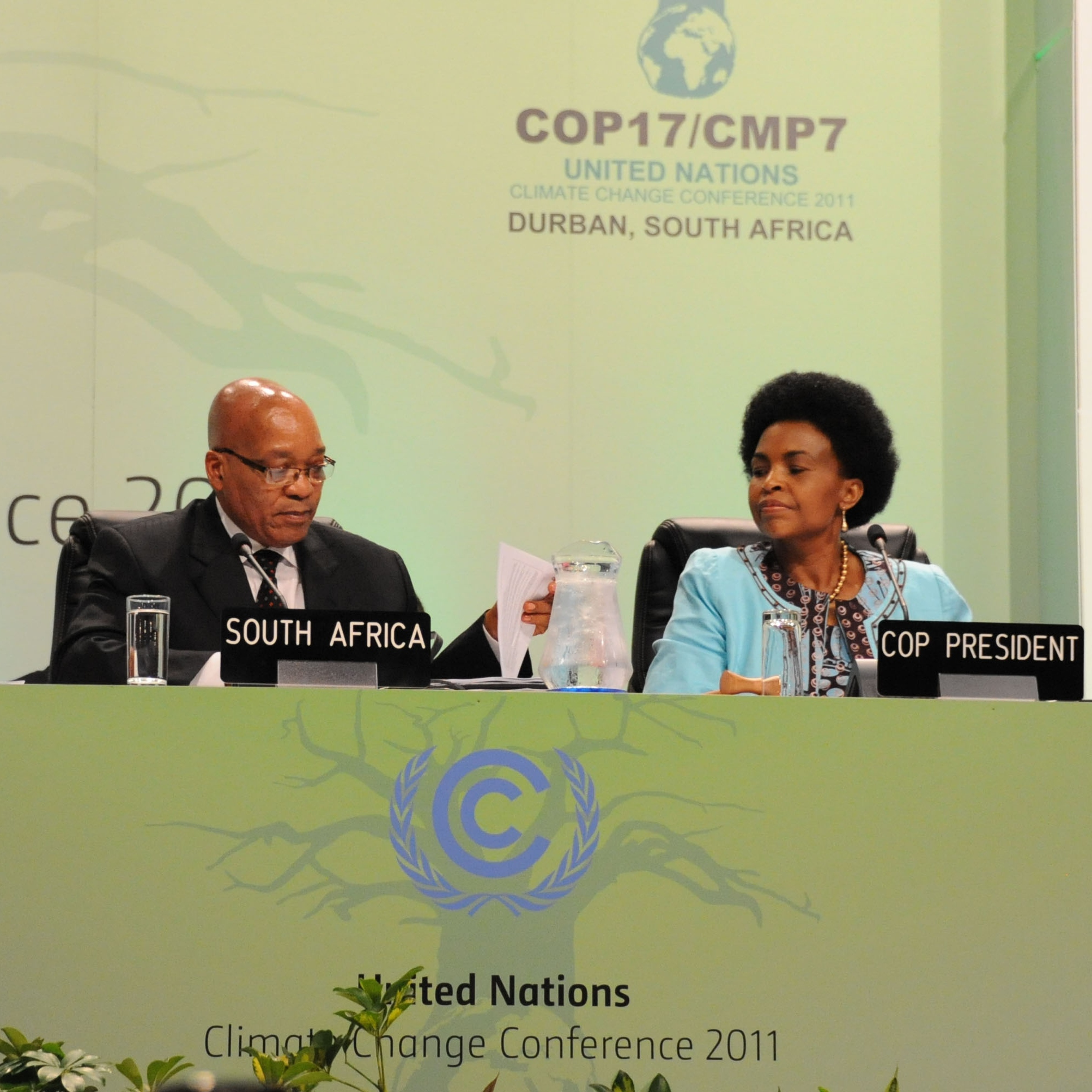
2011-es, 17. ENSZ konferencia (UNFCCC COP 17), Durban, Dél-afrika

- Ausztrália
- Ausztria
- Fehéroroszország
- Belgium
- Bulgária
- Kanada
- Csehszlovákia
- Dánia
- Európai Közösség
- Észtország
- Finnország
- Franciaország
- Németország
- Görögország
- Magyarország
- Izland
- Írország
- Olaszország
- Japán
- Lettország
- Litvánia
- Luxemburg
- Hollandia
- Új-Zéland
- Norvégia
- Lengyelország
- Portugália
- Románia
- Oroszország
- Spanyolország
- Svédország
- Svájc
- Törökország
- Ukrajna
- Egyesült Királyság
- Amerikai Egyesült Államok

## A Kiotói jegyzőkönyv és az éghajlatváltozási konferenciák

### Éghajlatváltozási keretegyezmény konferenciák
| Konferencia   | Év   | Helyszín                        |
| ------------- | ---- | ------------------------------- |
| UNFCCC COP 1  | 1995 | Berlin, Németország             |
| UNFCCC COP 2  | 1996 | Genf, Svájc                     |
| UNFCCC COP 3  | 1997 | Kiotó, Japán                    |
| UNFCCC COP 4  | 1998 | Buenos Aires, Argentína         |
| UNFCCC COP 5  | 1999 | Bonn, Németország               |
| UNFCCC COP 6  | 2000 | Hága, Hollandia                 |
| UNFCCC COP 6  | 2001 | Bonn, Németország               |
| UNFCCC COP 7  | 2001 | Marrákes, Marokkó               |
| UNFCCC COP 8  | 2002 | Delhi, India                    |
| UNFCCC COP 9  | 2003 | Milánó, Olaszország             |
| UNFCCC COP 10 | 2004 | Buenos Aires, Argentína         |
| UNFCCC COP 11 | 2005 | Montréal, Kanada                |
| UNFCCC COP 12 | 2006 | Nairobi, Kenya                  |
| UNFCCC COP 13 | 2007 | Nusa Dua, Bali, Indonézia       |
| UNFCCC COP 14 | 2008 | Poznań, Lengyelország           |
| UNFCCC COP 15 | 2009 | Koppenhága, Dánia               |
| UNFCCC COP 16 | 2010 | Cancún, Mexikó                  |
| UNFCCC COP 17 | 2011 | Durban, Dél-afrikai Köztársaság |
| UNFCCC COP 18 | 2012 | Doha, Katar                     |
| UNFCCC COP 19 | 2013 | Varsó, Lengyelország            |
| UNFCCC COP 20 | 2014 | Lima, Peru                      |
| UNFCCC COP 21 | 2015 | Párizs, Franciaország           |
| UNFCCC COP 22 | 2016 | Marrákes, Marokkó               |
| UNFCCC COP 23 | 2017 | Bonn, Németország               |
| UNFCCC COP 24 | 2018 | Katowice, Lengyelország         |
| UNFCCC COP 25 | 2019 | Madrid, Spanyolország           |
| UNFCCC COP 26 | 2021 | Glasgow, Skócia                 |